# Uta Franz
 (septembre 2024).
Si vous disposez d'ouvrages ou d'articles de référence ou si vous connaissez des sites web de qualité traitant du thème abordé ici, merci de compléter l'article en donnant les références utiles à sa vérifiabilité et en les liant à la section « Notes et références ».
Pour les articles homonymes, voir Franz.
Uta Franz est une actrice autrichienne, née le 19 septembre 1935 à Bad Gastein (Autriche) et morte le 17 août 2012 à Villach, (Autriche).

## Biographie
Elle est principalement connue pour son rôle d’Hélène en Bavière dans la trilogie Sissi d'Ernst Marischka.

## Filmographie
- 1953 : Les Amants de Villa Borghese (comme Uta Franzmeyer)
- 1954 : Les gaietés de l'escadron : Bice (comme Uta Franzmeyer)
- 1954 : Una parigina a Roma : Cicci (comme Uta Franzmeyer)
- 1955 : Valse royale
- 1955 : Sissi : Hélène en Bavière
- 1957 : Sissi face à son destin : Hélène en Bavière
- 1962 : Forever My Love : Hélène en Bavière